# Blažovce
Blažovce és un poble i municipi d'Eslovàquia que es troba a la regió de Žilina, al centre-nord del país. La primera menció escrita de la vila es remunta al 1343.

## Demografia
| Godina             | 1994 | 2004   | 2014   | 2024   |
| ------------------ | ---- | ------ | ------ | ------ |
| Nombre de persones | 162  | 166    | 163    | 165    |
| Diferència         |      | +2,46% | −1,80% | +1,22% |

| Godina             | 2023 | 2024   |
| ------------------ | ---- | ------ |
| Nombre de persones | 164  | 165    |
| Diferència         |      | +0,60% |